# Aracamunia
Aracamunia je monotipski rod kaćunovki iz podtribusa Spiranthinae, dio tribusa Cranichideae. 
Jedina vrsta je Aracamunia liesneri, hemikriptofitski endem iz Venezuele.